# Princeton Plasma Physics Laboratory
Princeton Plasma Physics Laboratory è un laboratorio nazionale di Energia degli Stati Uniti per la fusione nucleare e la fisica del plasma, situato a nord della Princeton University nel New Jersey.
Il suo obiettivo principale è lo sviluppo di innovazioni per la fusione termonucleare controllata, basata  su tokamak.
La ricerca sulla fusione magnetica iniziò a Princeton nel 1951 con il nome in codice Project Matternhorn. 
Il professore di astronomia alla Princeton University Lyman Spitzer, è stato coinvolto per molti anni nello studio dei gas rarefatti e lo spazio interstellare.
Ispirato dagli affascinanti ma clamorosi errori sulla fusione controllata raggiunta in Argentina da Ronald Richter.
Nel 1951 concepì un plasma confinato in un campo magnetico generato da una macchina ideata da lui stesso: lo Stellarator.
Il direttore attuale è il professore Robert J. Goldston.

## Le maggiori Ricerche ed esperimenti correnti del PPPL
- National Spherical Torus Experiment (NSTX)
- National Compact Stellarator Experiment (NCSX)
- International Thermonuclear Experimental Reactor (ITER)
- Tokamak Fusion Test Reactor (TFTR)

## Scienze e tecnologia del Plasma
- Hall Thruster Experiment (HTX)
- Lithium Tokamak Experiment (LTX)
- Magnetic Reconnection Experiment (MRX)
- Beam Dynamics and Nonneutral Plasma